# Laocheng (köpinghuvudort i Kina, Liaoning Sheng, lat 42,78, long 123,99)
Laocheng (kinesiska: 老城, 老城镇) är en köpinghuvudort i Kina. Den ligger i provinsen Liaoning, i den nordöstra delen av landet, omkring 120 kilometer nordost om provinshuvudstaden Shenyang. Antalet invånare är 34 505. Befolkningen består av 16 997 kvinnor och 17 508 män. Barn under 15 år utgör 12,0 %, vuxna 15-64 år 75 %, och äldre över 65 år 11,0 %.
Runt Laocheng är det ganska tätbefolkat, med 155 invånare per kvadratkilometer. Närmaste större samhälle är Changtu, 8,3 km öster om Laocheng. Trakten runt Laocheng består till största delen av jordbruksmark.
Genomsnittlig årsnederbörd är 1 061 millimeter. Den regnigaste månaden är augusti, med i genomsnitt 233 mm nederbörd, och den torraste är januari, med 10 mm nederbörd.